# Циндрич, Славин
Сла́вин Ци́ндрич (хорв. Slavin Cindrić; 1901, Темешвар, Королевство Венгрия, Австро-Венгрия — 28 апреля 1942, Загреб, НГХ) — югославский хорватский футболист, нападающий, автор первого в истории сборной Югославии хет-трика. Участник Олимпийских игр 1920, 1924 и 1928 годов.

## Карьера

### Клубная
С 1916 по 1922 год выступал в составе загребской «Конкордии», затем перешёл в другой загребский клуб «Граджянски», в составе которого выступал до 1928 года, став за это время, в составе команды, трижды чемпионом и один раз вице-чемпионом Югославии (Королевства СХС), участвовал в розыгрыше Кубка Митропы 1928 года, забил в двух матчах 1/4 финала 3 из 4-х голов своей команды, однако, по сумме двух встреч «Граджянски» уступил чехословацкой «Виктории» с общим счётом 4:8 (3:2 дома и 1:6 на выезде). Затем провёл ещё 2 года в третьем загребском клубе ХАШК, где и завершил карьеру игрока в 1930 году. Помимо этого, с 1920 по 1928 год провёл 13 матчей за сборную Загреба.

### В сборной
В составе главной национальной сборной Королевства СХС дебютировал 28 августа 1920 года в матче против сборной Чехословакии на Олимпиаде 1920 года, а последний матч сыграл 29 мая 1928 года против сборной Португалии на Олимпиаде 1928 года, всего провёл за главную сборную Югославии (Королевства СХС) 5 матчей, в которых забил 3 мяча, причём, все голы забил в одной игре 30 мая 1926 года в Загребе в матче со сборной Болгарии. В той игре на 37-й минуте матча болгары открыли счёт, и после первого тайма вели 1:0, Славин вышел на замену во втором тайме, и в самом конце матча, на 82-й, 86-й и 89-й минутах, забил три гола, тем самым, не только принеся волевую победу своей команде, но и став автором первого в истории сборной Югославии хет-трика. Помимо этого, был в заявке команды на Олимпиаде 1924 года, однако, на поле не выходил.

## Достижения

### Командные
Чемпион Королевства СХС: (3)
- 1923, 1926, 1928 (все с «Граджянски»)

Вице-чемпион Королевства СХС: (1)
- 1925 («Граджянски»)

1/4 финала Кубка Митропы: (1)
- 1928 («Граджянски»)

## Смерть
Славин Циндрич умер на 41-м году жизни 28 апреля 1942 года в Загребе от воспаления лёгких.